# 台中市公車53路
台中市公車53路停駛前行駛自太原車站至省議會，由統聯客運營運。本路線主要行駛於文心路，為文心幹線，因路線過長且與捷運綠線重疊路段過多，2021年4月26日裁切為綠2路「太原車站－捷運文心森林公園站」及綠3路「省議會－臺中市議會」。

## 歷史

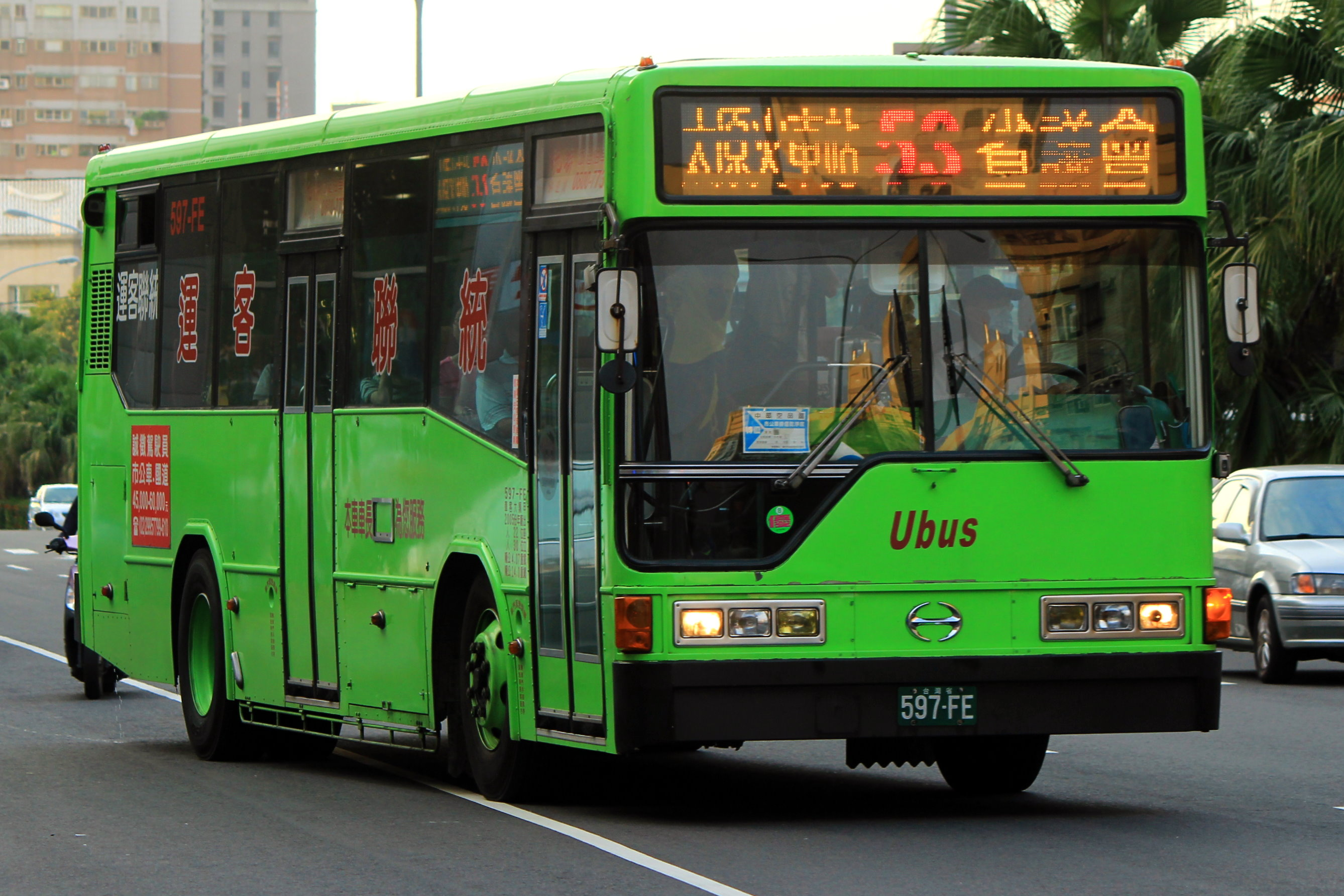
2009年5月18日：TTJ捷運公車開闢，53路〈舊社公園－南區區公所〉開始營運。
- 2010年1月1日：路線修正為〈太原車站－兒童藝術館〉。
- 2012年3月1日：繞駛「東山高中」站。
- 2012年8月1日：原兒童藝術館之端點，延駛至「省議會」。
- 2012年9月24日：於尖峰時刻增開53路區間車（省議會－文心森林公園）。[1]
- 2012年10月20日：裁撤「大明永興路口」、「市場前」站，另「甲寅里」站更名為「甲寅」。
- 2012年11月14日：增停「文心青島東街口」、「景賢八路口」站。
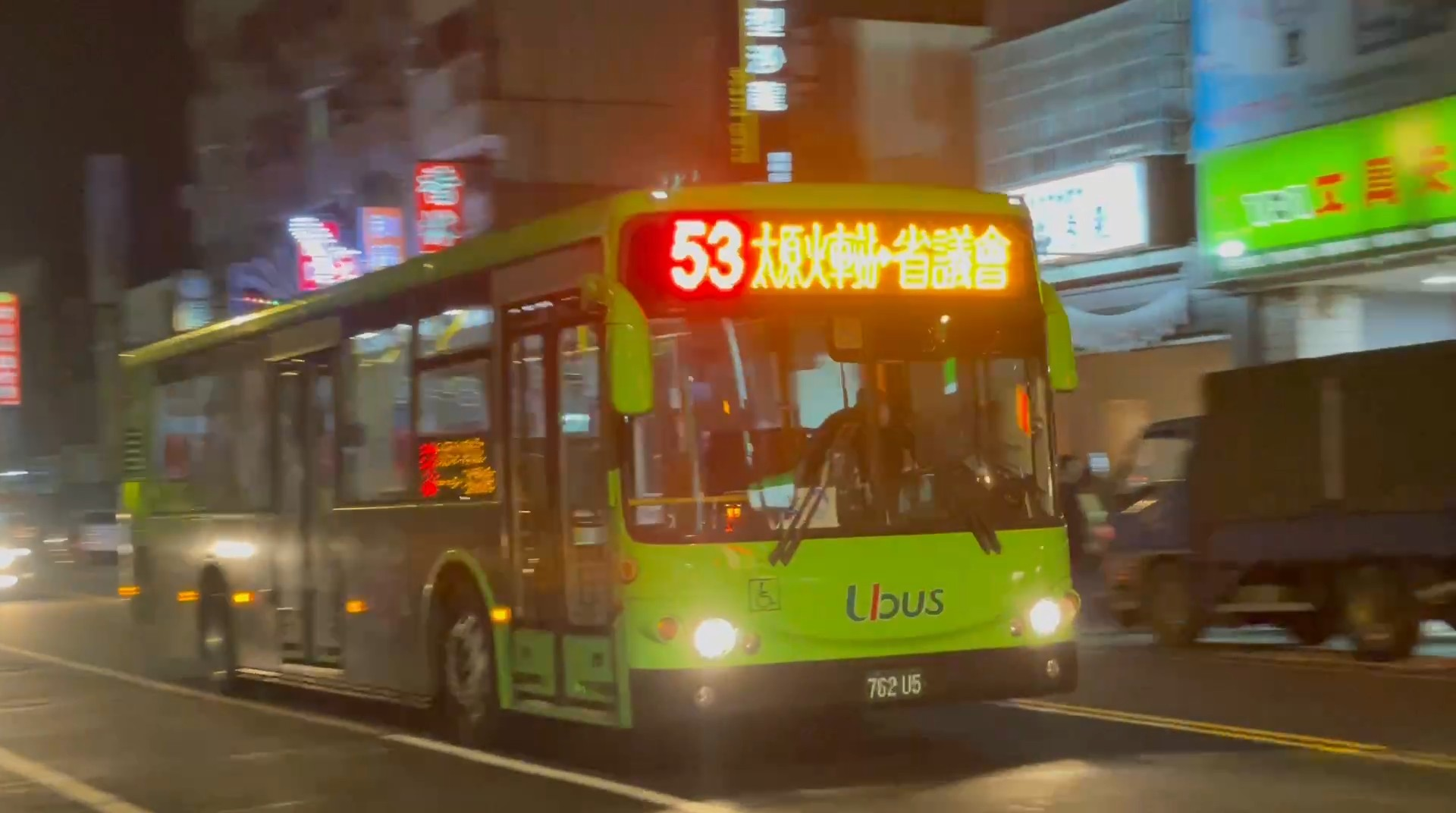
2012年11月19日：53路區間車原文心森林公園之端點，延駛至「文心市政路口」。
- 2014年2月24日：增加停靠「文心大墩七街口」站。
- 2014年3月10日：「國立大里高中」站更名為「興大附中」。
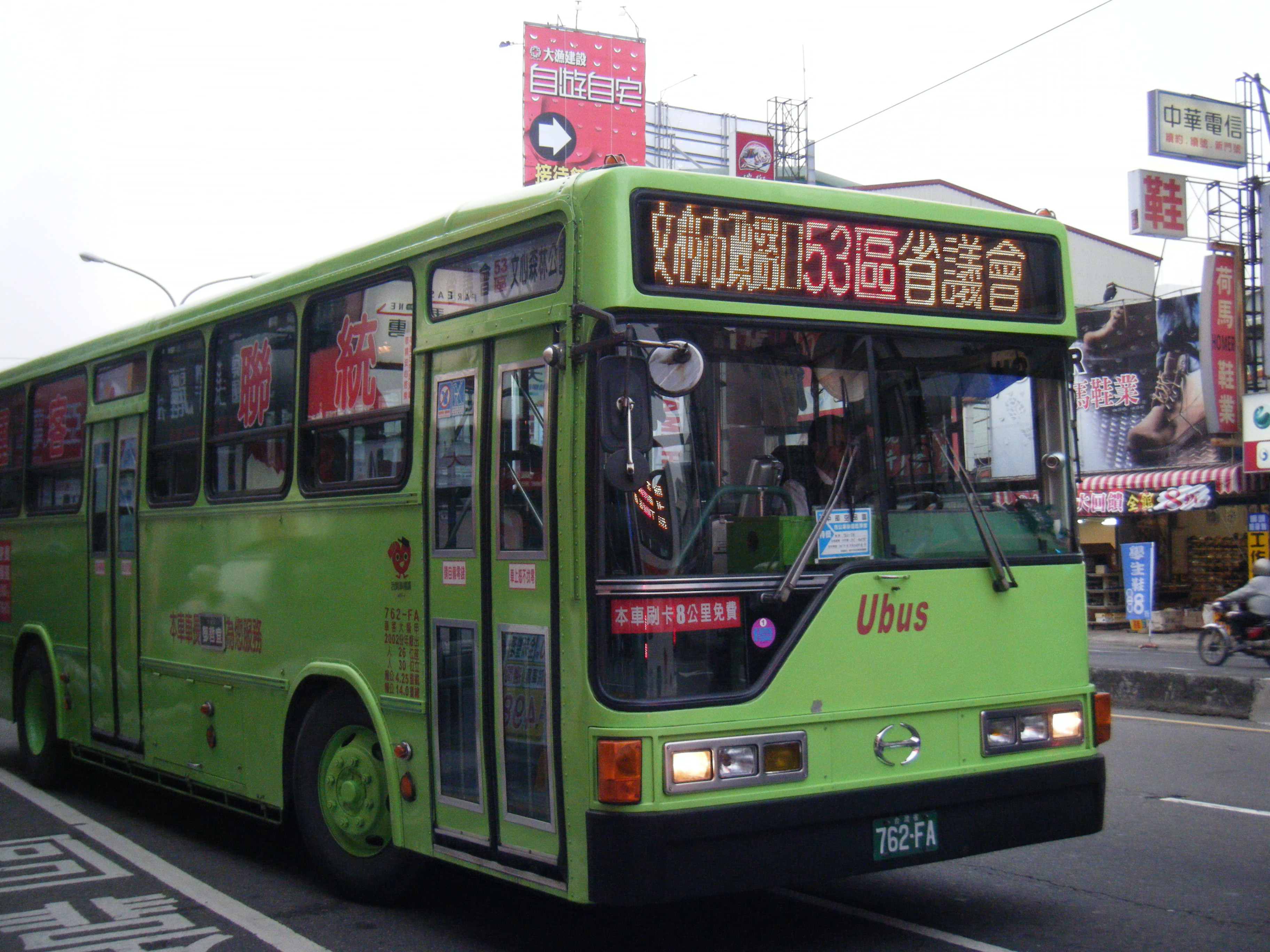
2014年4月1日：因應文心陸橋拆除，2014年4月1日至同年5月1日臨時平交道開放通行，期間公車改道三民西路二段、忠明南路、復興北路，由於往南需於三民西路左轉，「文心南三民西路口」改為往北單邊設站，往南新增「三民西文心南路口」臨時站，「中山醫學大學站」暫停進站，改停「三民西文心南路口」臨時站。
- 2014年6月15日：「三和里」站更名為「東山旱溪西路口」。
- 2014年12月15日：增停「文心興安路口」站，「四維國小」站往昌平路口方向往東遷移30公尺。
- 2015年5月下旬：「中山醫學大學」站往文心南復興北路口方向的站牌往建國北路遷移約80公尺，並設置公車亭。
- 2016年10月16日：配合臺中鐵路高架化通車與太原火車站遷站，將太原火車站站位遷移至新站體旁，舊站旁之「太原火車站」站位裁撤。
- 2016年11月5日：調整太原火車站周邊行駛動線，調整為「東光路－天祥街－旱溪西路－太原路」，調整後「三川福德祠」裁撤，增設「旱溪西太原路口」、「東光天祥街口」、「東光路（三和里）」[3]
- 2017年4月16日：配合「東山路地下道填平工程」道路管制禁止通行，2017年4月16日起改道為「文心路－北屯路－太原路－旱溪東路－景賢路－景賢六路－旱溪西路－天祥街－東光路」，改道後暫時取消停靠「聯安醫院」、「東光國小」、「東山旱溪西路口」站位。[4]
- 2017年5月1日：「霧峰郵局」更名為「霧峰郵局（明台高中）」。
- 2017年5月23日：配合「東山路地下道填平工程」，臨時增設「太原三光巷口」。[5]
- 2017年7月1日：「文心河南路口」（往大里、霧峰站位）往北遷移約100公尺。[6]
- 2017年10月25日：「東山路地下道填平工程」完工恢復原行駛動線，臨時增設「太原三光巷口」裁撤。[7]
- 2021年4月26日：配合捷運綠線通車後，路線裁切為綠2路「太原車站－捷運文心森林公園站」及綠3路「省議會－臺中市議會」。[8]

## 路線基本資料
全程行車里數約25.1公里，全程行車時間約1小時50分；往省議會共77站，往太原車站共77站。
自東光路886巷起，沿途行經東光路、天祥街、旱溪西路、太原路三段、景賢六路、景賢路、旱溪東路三段、東山路一段、文心路、文心南路、高工路、大里區大明路、益民路、中興路、霧峰區中正路至省議會。

### 時刻表
- 停駛前時刻表僅供參考，請以統聯客運網站公告為準。時刻表最後更新時間為2019年10月1日。

| 台中市公車53路時刻列表 | 台中市公車53路時刻列表 |
| --- | --- |
| 東光路886巷發車 | 省議會發車 |
| 平日 尖峰時間：班距5～15分/班 05:40～06:30、16:00～17:00 離峰時間：班距10～25分/班 06:30～16:00、17:00～22:00 假日 班距10～25分/班 05:40～22:00 | 平日 尖峰時間：班距5～15分/班 05:45～06:30、16:00～17:00 離峰時間：班距10～25分/班 06:30～16:00、17:00～22:10 假日 班距10～25分/班 06:00～22:00 |
| 台中市公車53區路時刻列表 | |
| 文心市政路口發車 | 省議會發車 |
| 平／假日 06:00、06:10、07:25、16:55、17:20 | 平／假日 06:15、15:45、16:00 |

### 收費
- 一般市區公車（1～999、綠1～綠4）：依里程計費，收費費率為［2.431×搭乘里程數×（1+5%營業稅）］元。
  - 於基本里程8公里內票價為全票20元、半票11元。
  - 兒童、老人、身心障礙者及其陪伴者依規定半票收費，半票收費費率為原收費費率的一半。
  - 市民限定交通卡：前10公里免費，超過10公里部分票價比照收費費率，且上限為10元。
- 小黃公車（黃1～黃25）：免費。
- 幸福公車（梨山1）：票價比照臺中市計程車收費費率，持電子票證刷卡全程免費。
- 市民小巴（市民小巴1～市民小巴4）：票價比照一般市區公車收費費率，持電子票證刷卡全程免費。

### 停站
- 參見右側站牌路線圖，綠色路段表示行駛優化公車專用道。

## 圖片集
- 53路，攝於2015年
- 762-U5行駛53路
- 台中市公車53路區間